# Catherine Kousmine

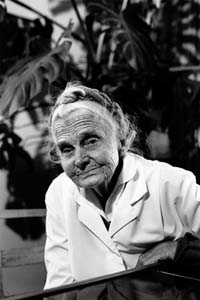
Catherine Kousmine (1989)

Catherine Kousmine (* 1904 in Hvalynsky im Russischen Kaiserreich; † 24. August 1992 in Lutry) war eine Schweizer Ärztin russischer Herkunft. Sie war eine Vertreterin der sogenannten orthomolekularen Medizin und entwickelte eine Krebsdiät. Ihr besonderes Forschungsinteresse galt Krebs, Multipler Sklerose und chronischer Polyarthritis.

## Leben und Werk
Die Familie Kousmine emigrierte im Jahr 1918 während der Russischen Revolution in die Schweiz. Catherine Kousmine besuchte die höhere Schule in Lausanne und studierte nach dem Abitur Medizin und erwarb 1928 den akademischen Abschluss. Sie spezialisierte sich auf Pädiatrie und arbeitete in Zürich in der pädiatrischen Klinik von Guido Fanconi. Danach setzte sie ihre Ausbildung in Wien fort. Nach ihrer Rückkehr in die Schweiz arbeitete Kousmine jedoch als praktische Ärztin, da das österreichische Pädiatrie-Diplom in der Schweiz nicht anerkannt wurde.
Nach dem Krebstod zweier ihrer Patienten widmete sie sich der Krebsforschung. Sie richtete sich in ihrer Küche ein Labor ein, in dem sie Tierversuche mit Mäusen durchführte. Dabei kam sie zu der Überzeugung, dass die Nahrung einen Einfluss auf Tumoren habe und es möglich sei, mit Hilfe der Ernährung Krebs zu heilen. Im Jahr 1949 publiziert sie den Heilungserfolg eines für unheilbar gehaltenen Darmkrebs-Patienten mit Hilfe ihrer Ernährungsvorschriften. Sie war davon überzeugt, dass die Creme Budwig, Bestandteil der Öl-Eiweiß-Diät von Johanna Budwig, eine wichtige Rolle bei der Krebsbekämpfung spiele.
1989 erhielt Catherine Kousmine die Ehrenbürgerschaft von Lutry.

## Kousmine-Diät
Die so genannte Kousmine-Diät als Mittel zur Krebsbekämpfung wird nur von Alternativmedizinern empfohlen. Die Diät basiert neben den Ernährungsregeln auf Darmhygiene, dem Säure-Basen-Gleichgewicht, der Nahrungsergänzung durch hoch dosierte Vitamine und Spurenelemente sowie psychosozialer Betreuung. Diese Diät soll nicht nur Krebs heilen können, sondern u. a. auch chronische Bronchitis, Allergien, kardiovaskuläre Erkrankungen, Polyarthritis und Multiple Sklerose.
Zu den wesentlichen Diätprinzipien gehören der Verzicht auf Fleisch, Fleischprodukte und weißen Zucker, der Verzehr von unverarbeitetem Getreide sowie von großen Mengen Obst und Gemüse und generell „basische Lebensmittel“. Als Mittel zur „Darmhygiene“ werden regelmäßige Einläufe und Abführmittel propagiert. Kousmine ging davon aus, dass viele Krankheiten auf einen zu hohen Säureanteil im Körper auf Grund von falscher Ernährung zurückzuführen seien. Patienten sollten regelmäßig den pH-Wert des Urins feststellen und bei Unterschreiten eines festgelegten Werts „basische“ Nahrungsergänzungsmittel einnehmen.

## Kritik
- Die wissenschaftliche Medizin geht davon aus, dass ein gesunder Körper überschüssige Säuren problemlos ausscheiden kann und es daher nicht zu einer anhaltenden Übersäuerung (Azidose) kommen kann.
- Der pH-Wert des Urins zeigt nur an, dass tatsächlich Säuren über die Nieren ausgeschieden werden. Er schwankt im Laufe des Tages. Er ist kein Indikator für eine Übersäuerung des Körpers; diese kann nur durch eine Blutanalyse festgestellt werden.
- Es gibt keine unabhängigen Studien, die irgendeinen Einfluss dieser Diät auf eine Erkrankung belegen.
- Die Multiple sclerose international federation erklärt: „Es gibt keine wissenschaftliche Begründung dafür, dass eine bestimmte Diätmethode in der Behandlung der MS wirksam sei“.[2]

## Publikationen
- Soyez bien dans votre assiette jusqu'à 80 ans et plus, 1980
- La sclérose en plaques est guérissable, 1983
- Sauvez votre corps, 1987
- Gesundheit auf dem Teller, 1984, ISBN 2-603-00543-X
- Die multiple Sklerose ist heilbar: klinischer Verlauf von 55 MS-Fällen, 1986, ISBN 2-603-00605-3